# Semantisches Targeting
Semantisches Targeting oder Kontext-Targeting (aus dem Bereich semantisches Advertising) ist eine Targeting-Art, die es ermöglicht, Anzeigen gezielt in einem relevanten Umfeld zu platzieren. Beim semantischen Targeting wird der gesamte Content auf Webpage-Ebene technisch mit linguistischen Mitteln gescannt und analysiert. Dadurch ist es möglich, den Bedeutungszusammenhang bzw. den Sinn des Textes auch im Umfeld mehrdeutiger (sogenannter polysemer oder homonymer) Begriffe zu erschließen.

## Funktion
Beim semantischen Targeting erkennen die Adserver Bedeutung und Hauptthemen einer einzelnen Webpage automatisch und in Sekundenbruchteilen. Entsprechend dazu können sie das Online-Werbemittel jeglichen Formats einer dazu thematisch passenden Online-Kampagne ausliefern. Zu diesem Zweck werden sämtliche Begriffe einer Website betrachtet und ihre Kombination, sowie Relevanz mithilfe eines komplexen Algorithmus mit menschlichem Semantik-Verständnis analysiert. Der Adserver greift dabei auf eine riesige taxonomisch aufgebaute Datenbank mit sämtlichen Wortbedeutungen, Redewendungen und wichtigen Eigennamen zurück. So kann bestimmt werden, ob es zum Beispiel in einem Artikel über David Beckham hauptsächlich um Fußball, Mode und Lifestyle, Promiklatsch oder eine Kombination aus all diesen Themen geht.
Semantisches Targeting erhebt somit den Anspruch, Werbetreibenden folgende Vorteile zu bieten:
- Thematische Relevanz von Werbung steigert die Akzeptanz der User. So werden Streuverluste minimiert und die Performance einer Kampagne optimiert.
- Gezieltere Ansprache der vermuteten Zielgruppe durch die Möglichkeit sehr präzisen oder sehr allgemeinen thematischen Targetings, je nach Kampagnenziel und Kundenwünschen; gegebenenfalls auch kombinierbar mit anderen Targeting-Methoden wie etwa regionalem Targeting.
- Vielfältige und effektive Optimierungsmöglichkeiten im Laufe der Kampagne.

## Unterschied zu anderen Targeting-Lösungen
Im Gegensatz zum Keyword-Advertising, bei dem lediglich einzelne Wörter identifiziert werden, ist sich semantisches Targeting der Mehrdeutigkeit vieler Wörter bewusst und erkennt zudem den Sinnzusammenhang vermeintlich eindeutiger Wörter, die aber in negativem Kontext stehen können oder eine so untergeordnete Rolle spielen, dass sie für den Sinn an sich irrelevant sind. So kann bei Keyword-Targeting-Ansätzen Werbung für Autos neben einem Bericht über eine Massenkarambolage mangels Verständnis für den Gesamtzusammenhang erscheinen, auch wenn das Wort „Auto“ korrekt identifiziert wurde. Der Anspruch des semantischen Targetings ist es, in einem solchen Fall zum Beispiel Verkehrsunfälle oder Notärzte als Thema eines derartigen Berichts zu erkennen und die Auslieferung somit zu unterbinden. Mehrdeutige Begriffe werden anhand der semantischen Umgebung disambiguiert und für den Sinn weniger relevante Wörter als solche erkannt.
Beim Behavioral-Targeting wird angenommen, dass das Interesse eines Users in der Vergangenheit mit seinem gegenwärtigen Interesse gleichzusetzen ist. Semantisches Targeting hingegen verfolgt die Strategie, den User exakt in dem Moment anzusprechen, in dem er sich mit einem bestimmten Thema beschäftigt. Dadurch soll ausgeschlossen werden, den User zu spät zu erreichen oder in einem Moment, in dem er für das Thema nicht offen ist. Auch will man die rechtlichen Schwierigkeiten vermeiden, mit denen Behavioral-Targeting häufiger konfrontiert wird, da es aufgrund der notwendigen Datenspeicherung und -analyse als invasiv wahrgenommen werden kann.
Auch beim Buchen von kompletten Themen-Channels, bei dem nur Websites zu einem bestimmten Thema gebucht werden (z. B. Channel „Reise“), für Werbeschaltungen wird die thematische Relevanz von Werbung angestrebt. Hier werden die Themen sehr allgemein gefasst, so dass präzises Targeting und Optimierung kaum möglich sind. Da die Channelbildung nur auf Website-Ebene stattfindet, nicht aber die Themen von einzelnen Webpages berücksichtigt werden, gehen häufig wertvolle Platzierungsmöglichkeiten verloren.